# The Circle (film, 1925)
Pour les articles homonymes, voir The Circle.
Pour plus de détails, voir Fiche technique et Distribution.
The Circle (titre original) est un film muet américain réalisé par Frank Borzage en 1925.

## Synopsis
Dans les années 1890 en Angleterre, le jeune Lord Clive Cheney vit dans son château avec sa femme Lady Catherine. L'ami de Clive, Lord Hugh Porters, est amoureux de la jeune femme. Celle-ci décide d'abandonner son mari et leur jeune fils, Arnold, en s'enfuyant avec Hugh... Trente ans plus tard, Arnold Clive habite toujours le château familial, avec son père, et a pour épouse Elizabeth, laquelle n'est pas insensible au charme d'Edward Lutton, ami d'Arnold...

## Fiche technique
- Titre original : The Circle
- Réalisation : Frank Borzage
- Scénario : Kenneth B. Clarke, d'après la pièce éponyme de William Somerset Maugham
- Photographie : Chester A. Lyons
- Décors : Cedric Gibbons et James Basevi
- Costumes : Ethel P. Chaffin
- Production : Frank Borzage
- Société de production : Metro-Goldwyn-Mayer
- Société de distribution : Metro-Goldwyn-Mayer
- Pays de production :  États-Unis
- Langue : anglais
- Format : Noir et blanc - 35 mm - 1,37:1 -  Muet
- Genre : Comédie dramatique
- Durée : 60 minutes
- Date de sortie : 
  - États-Unis : 22 septembre 1925

## Distribution
- Eleanor Boardman : Elizabeth Cheney
- Malcolm McGregor : Edward « Teddy » Lutton
- Alec B. Francis : Lord Clive Cheney
- Eugenie Besserer : Lady Catherine « Kitty » Cheney
- George Fawcett : Lord Hugh « Hughie » Porteus
- Creighton Hale : Arnold Cheney
- Otto Hoffman : Dorker
- Eulalie Jensen : Alice Shenstone

Au prologue :
- Lucille Le Sueur (future Joan Crawford) : La jeune Lady Catherine
- Frank Braidwood : Le jeune Hugh Porteus
- Derek Glynne : Le jeune Clive Cheney
- Buddy Smith : Arnold enfant

## Commentaire
The Circle est un film rare de Borzage, considéré comme assez mineur au regard de ses futurs chefs-d'œuvre et qui, sauf erreur, n'a jamais été distribué en France[réf. souhaitée]. Mentionnons l'apparition, au prologue de l'histoire, d'une jeune débutante nommée Lucille Le Sueur, qui fera très bientôt carrière sous le nom de Joan Crawford.